# Renato da Cunha Valle
Renato da Cunha Valle, ou simplesmente Renato (Rio de Janeiro, 5 de dezembro de 1944), é um ex-futebolista brasileiro.
O goleiro atuou por clubes como Atlético Mineiro, Fluminense e Flamengo.

## Títulos

### Atlético Mineiro
- Campeão Brasileiro: 1971
- Campeão Mineiro: 1970

### Flamengo
- Taça Guanabara: 1967
- Campeonato Carioca: 1972
- Campeão Carioca: 1974

### Fluminense
- Campeonato Carioca: 1975, 1976

### Bahia
- Campeonato Baiano: 1979, 1981, 1982